# Dendrobeania japonica
Dendrobeania japonica är en mossdjursart som först beskrevs av Ortmann 1890.  Dendrobeania japonica ingår i släktet Dendrobeania och familjen Bugulidae. Inga underarter finns listade i Catalogue of Life.